# Chilenophilus corralinus
Chilenophilus corralinus är en mångfotingart som först beskrevs av Carl Graf Attems 1903.  Chilenophilus corralinus ingår i släktet Chilenophilus och familjen storjordkrypare. Inga underarter finns listade i Catalogue of Life.